# 福島縣立博物館

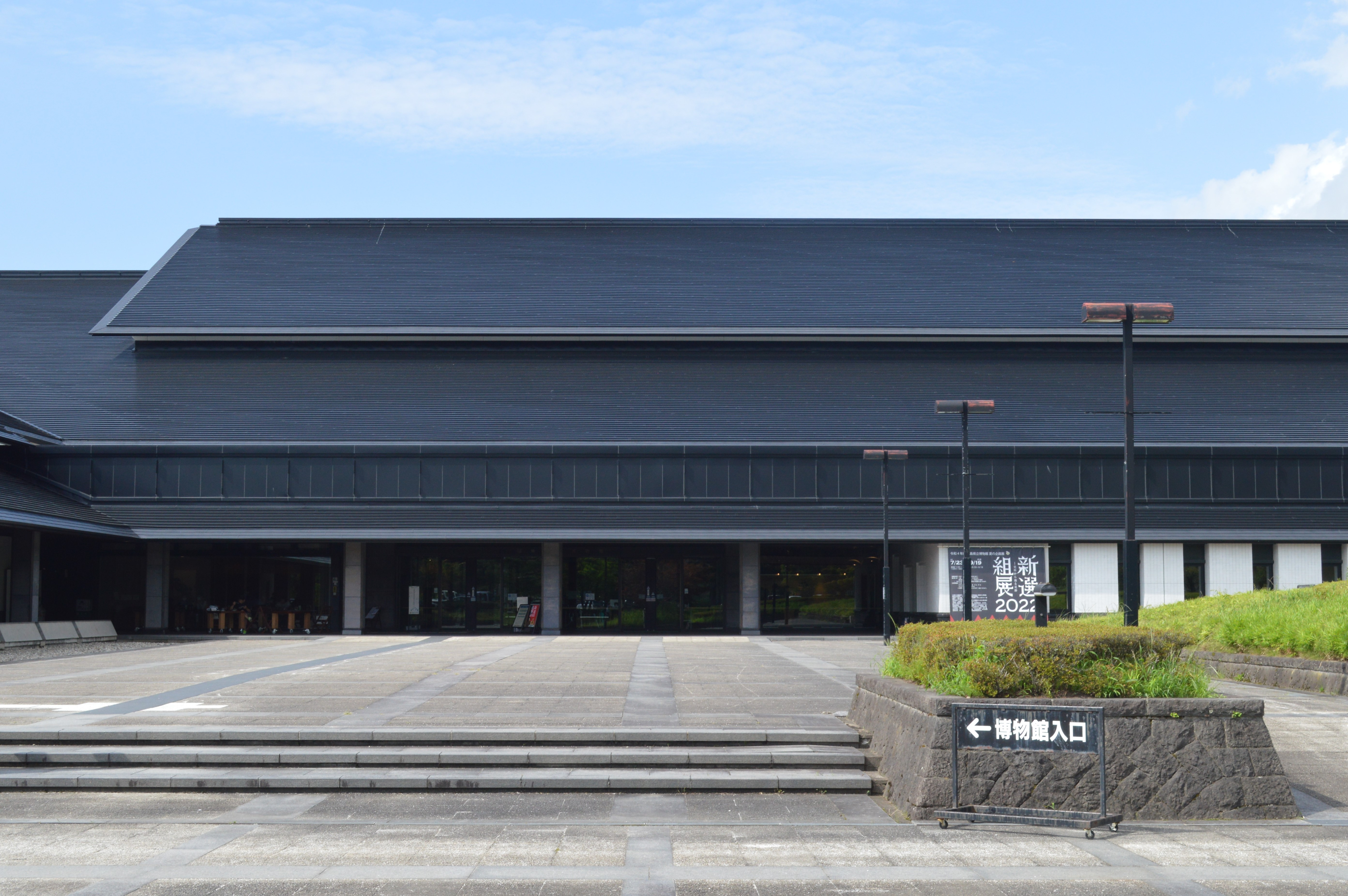
福島縣立博物館

福島縣立博物館是位於日本福岛县會津若松市城東町的一座縣立博物館。福島縣立博物館地處若松城附近，開館于1986年10月，大規模展示福島縣自古至今的歷史、自然及民俗資料。博物館由福島縣教育委員會直接經營，並沒有指定的經營管理者，現任館長是鈴木晶。

## 設施資料
- 開館時間 ：9:30〜17:00（※16:30停止開放入館）
- 休館日 ： 毎周一，但若當日為國定假日則休館日延後至周二。
- 門票  :    高中以下： 免費  大學以上：280日圓  20人以上的團體：220日圓  ※若無進入展示場則不須支付門票費用  ※企業參觀等請詢問館方

## 交通方式
- JR會津若松站距離約3公里，可利用私家車前往。
- 乘坐當地的醫院循環巴士“ひまわりくん”，在縣立醫院站牌下車後步行5分鐘。
- 乘坐町家旅遊巴士“ハイカラさん”或“あかべぇ”，在鶴城山之丸口站下車。